# Parapercis snyderi
Parapercis snyderi és una espècie de peix de la família dels pingüipèdids i de l'ordre dels perciformes.

## Descripció
Fa 11 cm de llargària màxima i és de color de gris a vermellós al dors, blanc al ventre i amb les vores de les escates grises. Presenta una sèrie de 5 franges de color marró fosc i en forma de U al dors; una sèrie de 9 punts o bandes curtes a la part inferior del cos, els quals poden ésser negrosos, vermellosos o grocs foscos; petites taques vermelloses (una per escata) escampades al llarg dels flancs i a les galtes; una línia blava iridescent i pàl·lida al costat del musell i una altra d'igual a sota dels ulls; llavis amb taques fosques i grans; un punt negrós i medioventral a l'istme; la vora de la barbeta, per sota del llavi inferior, de fosca a negrosa; l'àrea espinosa de l'aleta dorsal pot ésser completament negra, tot i que, normalment, és negrosa amb grans taques groguenques pàl·lides a la part exterior; aleta dorsal amb fileres de punts taronges amb les vores negres; aleta anal amb una filera de punts vermells, una línia submarginal vermella i un puntet negre a la penúltima membrana; i aleta caudal amb petits punts negrosos, taronges foscos, vermells o, sovint també, blancs. 5 espines i 20-21 radis tous a l'aleta dorsal i 18 radis tous a l'anal. 13-15 (rarament 13, normalment 14) radis a les aletes pectorals. La membrana que acompanya la darrera espina de l'aleta dorsal es troba unida a la base del primer radi tou. 38-43 escates a la línia lateral. Al voltant de 4 escates predorsals. Escates ctenoides a les galtes (en 4 fileres horitzontals). Al voltant de 2-4 + 7-10 branquiespines. 8 dents canines a la part davantera de la mandíbula inferior. Presència de dents palatines. Vora superior del subopercle amb una espina prominent i aguda.

## Reproducció
És un reproductor pelàgic, de fecundació externa i hermafrodita proterogínic (abans femella i després mascle).

## Alimentació
El seu nivell tròfic és de 3.

## Hàbitat i distribució geogràfica
És un peix marí, associat als esculls de corall (fins als 25 m de fondària) i de clima subtropical, el qual viu al Pacífic occidental: les àrees sorrenques amb llim properes als esculls des del sud del Japó fins a Austràlia (Queensland i Austràlia Occidental), incloent-hi Corea del Nord, Corea del Sud, la Xina continental (com ara, Hong Kong), Taiwan, Tailàndia, Malàisia, Indonèsia, les illes Filipines, Papua Nova Guinea i Nova Caledònia.

## Observacions
És inofensiu per als humans.